# Munkedalsbron

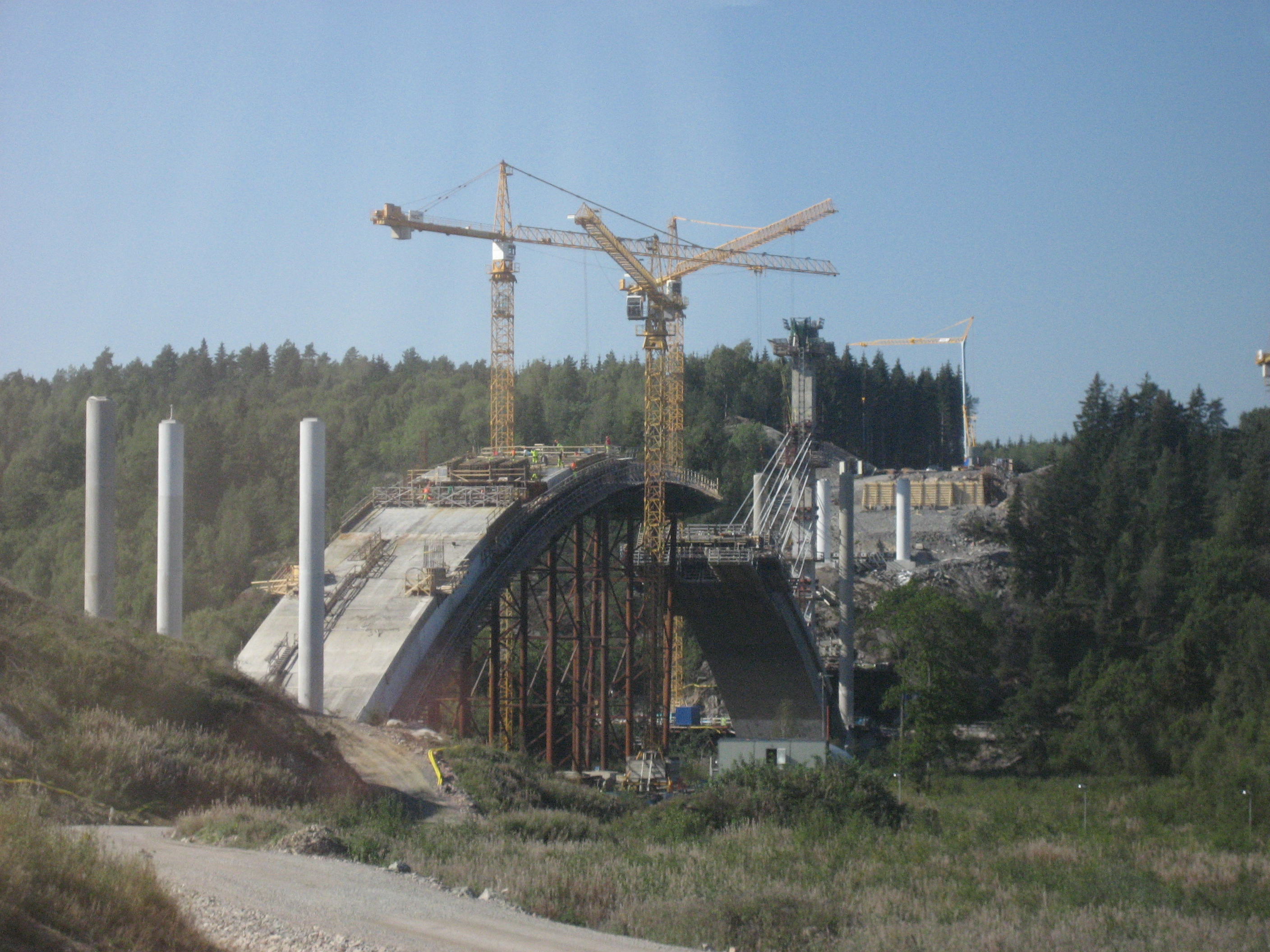
Munkedalsbron under konstruktion

Munkedalsbron är en motorvägsbro som går över Örekilsälven vid Munkedal i Bohuslän. Den öppnades för trafik 14 juni 2008. Väg E6 går på bron som är en del i den viktiga motorvägen mellan Oslo och Köpenhamn via Göteborg går över Munkedalsbron.
Vägverket byggde den nya motorvägsbron tillsammans med NCC. Bron är 494 meter och 50 m hög och 23 m bred, ungefär lika lång som den tidigare, men högre. Den har en spännvidd på 125 m och är en självbärande konstruktion där vägbanan vilar på en båge. Bågen fick NCC, på grund av de tekniska utmaningarna, bygga med två olika metoder tills de båda båghalvorna möttes. Bron blev klar i slutet av 2007 och öppnades för trafik i juni 2008. Bland annat kan asfaltering och målning av linjer inte ske på vintern. Under planerings och byggtiden kallades den Örekilsbron, samma som den gamla bron. Vägverket valde namnet Munkedalsbron efter rekommendation av Munkedals kommun.
Trafikanterna sparar 0,5 km och cirka 3 minuter genom att ta den nya vägen. Vid vissa tider på sommarhalvåret var det långa köer på grund av mycket kraftig trafik, då den enda filen i varje riktning på den gamla vägen helt enkelt inte räckte. Vid sådana tillfällen kan trafikanterna spara 20 minuter.
Den gamla bron, som kallas Örekilsbron är cirka 500 m lång och runt 30 m hög, och ledde fram till år 2008 väg E6 över älven. Den är en stålbalkbro, med pelare i betong.
Det finns även en ännu äldre knappt 100 m lång vägbro, en järnvägsbro, samt en gångbro över älven i närheten. Något uppströms finns ytterligare en järnvägsbro (för industrispår) och en vägbro.